# Francis Hardy
Pour les personnes ayant le même patronyme, voir Hardy.
Francis Hardy, né le 14 décembre 1923 à Cognac (Charente), ville où il est mort le 11 mars 2021,, est un homme politique français.

## Biographie
Il a été demi de mêlée à l'USC puis président du club durant de nombreuses années.
Il a vécu à Cognac et y a travaillé comme négociant, à la tête de la maison de cognac Hardy.
Aimant sa ville, il a cherché à préserver et rénover son patrimoine, que ce soit aussi bien en installant la bibliothèque dans les bâtiments conventuels jouxtant l'église Saint-Léger qu'en impulsant la création du Musée des arts du cognac (MACO).
Il soutient Noël Belliot lors des municipales de 2014 à Cognac,.

## Mandats électifs
- Il est élu député de la 2e circonscription de la Charente le 11 mars 1973, sera réélu le 12 mars 1978 ; battu en 1981, il sera réélu le 16 mars 1986.
- Il est conseiller général de l'ancien canton de Cognac de 1970 à 1973, puis de Cognac-Sud de 1973 à 1976 et de Cognac-Nord de 1985 à 1992.
- Il est maire de Cognac de 1979 à 2001.
- Il est conseiller régional de Poitou-Charentes[8] et président de la région de 1978[9] à 1980[10].